# 重慶海關監督公署舊址
重慶海關監督公署舊址位於重慶市渝中區解放東路263號，文物遺址年代為清末-民國，2009年12月15日列為第二批重慶市文物保護單位。